# Aquisições pela Disney
The Walt Disney Company foi fundada em 1923 e, desde 1996, adquiriu muitas propriedades para aumentar seu tamanho na indústria de mídia. A tabela mostra as aquisições mais substanciais e importantes que a Disney fez ao longo dos anos.

## Aquisições atuais
| Empresa adquirida                                          | Data                                   | País           | Preço (US$)    | Preço ajustado pela inflação (US$) | Principal/Mesclado com                                 | Referências                 |
| ---------------------------------------------------------- | -------------------------------------- | -------------- | -------------- | ---------------------------------- | ------------------------------------------------------ | --------------------------- |
| Disneyland, Inc.                                           | 1957 (64% de participação de controle) | Estados Unidos | 562,500        | 5,000,000                          | Disney Parks, Experiences and Products                 | [ 1 ]                       |
| Disneyland, Inc.                                           | 1960 (ações restantes)                 | Estados Unidos | 7,500,000      | 69,000,000                         | Disney Parks, Experiences and Products                 | [ 2 ] [ 3 ]                 |
| WED Enterprises (divisão de design e engenharia do parque) | 1965                                   | Estados Unidos |                |                                    | Disney Parks, Experiences and Products                 |                             |
| Retlaw Enterprises (divisão de transporte de parques)      | 1982                                   | Estados Unidos | 42,600,000     | 120,000,000                        | Disney Parks, Experiences and Products                 | [ 4 ]                       |
| Wrather Corporation                                        | 1987 (50% de participação)             | Estados Unidos |                |                                    | Disney Parks, Experiences and Products                 | [ 5 ]                       |
| Wrather Corporation                                        | 1988 (50% restantes)                   | Estados Unidos |                |                                    | Disney Parks, Experiences and Products                 | [ 6 ]                       |
| Capital Cities/ABC Inc.                                    | 9 de fevereiro de 1996                 | Estados Unidos | 19,000,000,000 | 32,828,000,000                     | Disney General Entertainment Content                   | [ 7 ]                       |
| Toysmart                                                   | Agosto de 1996                         | Estados Unidos |                |                                    | Disney Interactive                                     | [ 8 ]                       |
| Starwave                                                   | 30 de abril de 1998                    | Estados Unidos | 400,000,000    | 665,000,000                        | Go.com                                                 | [ 9 ]                       |
| Infoseek                                                   | 12 de julho de 1999                    | Estados Unidos | 1,770,000,000  | 2,879,000,000                      | Go.com                                                 | [ 10 ] [ 11 ]               |
| Fox Family Worldwide Saban Entertainment                   | 24 de outubro de 2001                  | Estados Unidos | 2,900,000,000  | 4,438,000,000                      | ABC Family Worldwide Buena Vista Studios Entertainment | [ 12 ]                      |
| Propriedades de The Muppets e Bear in the Big Blue House   | 17 de fevereiro de 2004                | Estados Unidos | 75,000,000     | 108,000,000                        | The Muppets Studio                                     | [ 13 ] [ 14 ]               |
| Avalanche Software                                         | 19 de abril de 2005                    | Estados Unidos |                |                                    | Disney Interactive Studios                             | [ 15 ]                      |
| Pixar                                                      | 5 de maio de 2006                      | Estados Unidos | 7,400,000,000  | 9,947,000,000                      | Walt Disney Studios                                    | [ 16 ]                      |
| Climax Racing                                              | Setembro de 2006                       | Reino Unido    |                |                                    | Disney Interactive Studios                             | [ 17 ]                      |
| Junction Point Studios                                     | 8 de fevereiro de 2007                 | Estados Unidos |                |                                    | Disney Interactive Studios                             | [ 18 ]                      |
| New Horizon Interactive                                    | Agosto de 2007                         | Canadá         | 350,000,000    | 442,000,000                        | Disney Interactive Studios                             | [ 19 ]                      |
| GameStar                                                   | Fevereiro de 2009                      | China          |                |                                    | Disney Interactive Studios                             | [ 20 ]                      |
| Wideload Games                                             | 8 de setembro de 2009                  | Estados Unidos |                |                                    | Disney Interactive Studios                             | [ 21 ]                      |
| Marvel Entertainment                                       | 31 de dezembro de 2009                 | Estados Unidos | 4,400,000,000  | 5,557,000,000                      | The Walt Disney Company                                | [ 22 ]                      |
| Tapulous                                                   | 1 de julho de 2010                     | Estados Unidos |                |                                    | Disney Mobile                                          | [ 23 ]                      |
| Playdom                                                    | 27 de julho de 2010                    | Estados Unidos | 563,000,000    | 665,000,000                        | Disney Interactive                                     | [ 24 ]                      |
| UTV Software Communications                                | 31 de janeiro de 2012                  | Índia          | 450,000,000    | 531,000,000                        | The Walt Disney Company India                          | [ 25 ]                      |
| Lucasfilm                                                  | 21 de dezembro de 2012                 | Estados Unidos | 4,050,000,000  | 4,780,000,000                      | Walt Disney Studios                                    | [ 26 ] [ 27 ]               |
| Maker Studios                                              | 24 de março de 2014                    | Estados Unidos | 500,000,000    | 572,000,000                        | Disney Digital Network                                 | [ 28 ]                      |
| BAMTech                                                    | 2016                                   | Estados Unidos | 2,930,000,000  | 3,308,000,000                      | Disney Streaming                                       | [ 29 ] [ 30 ] [ 31 ] [ 32 ] |
| Euro Disney SCA                                            | 19 de junho de 2017                    | França         | 760,000,000    | 840,000,000                        | Disney Parks, Experiences and Products                 | [ 33 ] [ 34 ]               |
| 21st Century Fox                                           | 20 de março de 2019                    | Estados Unidos | 71,300,000,000 | 75,569,000,000                     | The Walt Disney Company                                | [ 35 ] [ 36 ]               |
| Hulu (33% da Comcast)                                      | 1 de novembro de 2023                  | Estados Unidos | 8,610,000,000  | 8,610,000,000                      | Disney Streaming                                       | [ 37 ]                      |

## Aquisições anteriores
| Adquirente                                                                       | Empresa-alvo                             | Data de venda          | Preço de venda | References           |
| -------------------------------------------------------------------------------- | ---------------------------------------- | ---------------------- | -------------- | -------------------- |
| Young Broadcasting                                                               | KCAL-TV                                  | 14 de maio de 1996     |                |                      |
| Andy Heyward Bain Capital Chase Capital Partners                                 | DIC Entertainment                        | 25 de novembro de 2000 |                | [ 38 ] [ 39 ]        |
| The Weinstein Company                                                            | Dimension Films                          | 2005                   |                | [ 40 ]               |
| Saban Brands                                                                     | Power Rangers e ativos de entretenimento | 12 de maio de 2010     |                |                      |
| Filmyard Holdings                                                                | Miramax Films                            | 3 de dezembro de 2010  | 663,000,000    | [ 41 ] [ 42 ] [ 43 ] |
| Kids II, Inc.                                                                    | The Baby Einstein Company                | 14 de outubro de 2013  |                |                      |
| Warner Bros. Interactive Entertainment (agora conhecido como Warner Bros. Games) | Avalanche Software                       | 24 de janeiro de 2017  |                | [ 44 ]               |
| Sinclair Broadcast Group/Entertainment Studios                                   | Fox Sports Networks                      | 22 de agosto de 2019   | 10,600,000,000 | [ 45 ]               |
| Scopely                                                                          | FoxNext Games                            | 22 de janeiro de 2020  |                | [ 46 ]               |
| Banijay                                                                          | Endemol Shine Group                      | 3 de julho de 2020     | 2,200,000,000  | [ 47 ]               |
| Gimbal, Inc.                                                                     | TrueX                                    | 28 de setembro de 2020 |                | [ 48 ]               |
| ViacomCBS (agora conhecida como Paramount Global)                                | TeleColombia                             | 23 de novembro de 2021 |                | [ 49 ] [ 50 ]        |